# Кечуа (језик)
Кечуа или кичуа (шп. quechua или quichua), потиче од кечуанске речи кичва што значи „топла зона“, је домородачки језик који се говори у западним деловима Јужне Америке. Заузима четврто место по броју говорника у Америци и сматра се најраспрострањенијим домородачким језиком на америчком континенту, кога следе гварани и, на трећем месту, ајмара. У Боливији, Колумбији, Еквадору и Перуу, домородачки језици који се говоре у тим земљама међу којима је и кечуа, признати су уставом као други званични језици после шпанског, и као званични на територијама где тај језик доминира. Говори га око 10,4 милиона људи од којих 9.600.000 као свој матерњи језик. Био је језик Инка. Према многим студијама, не ради се о једном језику, већ пре о породици језика, као што је на пример, кинески.

## Историја
Кечуански је већ био проширен у широком распону централних Анда дуго пре ширења Царства Инка. Инке су биле један од многих народа у данашњем Перуу који су већ говорили неким обликом кечуанског. У региону Куска, кечуански је био под утицајем суседних језика, попут ајмарског, због чега се развио на особен начин. На сличан начин развили су се различити дијалекти на различитим подручјима, под утицајем локалних језика. За време владавине царства Инка кечуански је наметнут као службени језик.
Након шпанског освајања Перуа у 16. веку, аутохтони народи су наставили да широко користе кечуански као „свакодневни језик“. Званично га је признала шпанска администрација, а многи Шпанци су га научили ради комуникације са локалним народима. Свештенство католичке цркве усвојило је кечуански као језик евангелизације. Најстарије писане записе о овом језику оставио је мисионар Доминго де Санто Томас, који је стигао у Перу 1538. године и научио језик до 1540. Он је објавио своју Grammatica o arte de la lengua general de los indios de los reynos del Perú (Граматика или уметност општег језика Индијанаца из Краљевина Перуа) 1560. С обзиром на то да су га користили католички мисионари, опсег кечуанског се наставио ширити у неким областима.
Крајем 18. века, колонијални званичници окончали су административну и верску употребу кечуанског. Забранили су га за јавну употребу у Перуу након побуне аутохтоних народа Тупка Амаруа II. Круна је забранила „лојалне“ прокатоличке текстове у кечуанском, попут Гаркиласа де ла Вегових Реалних коментара.
Упркос кратком оживљавању језика одмах након што су латиноамеричке нације стекле независност у 19. веку, престиж кечуанског се нагло смањио. Постепено је његова употреба опадала тако да су га углавном говорили староседеоци у изолованијим и конзервативнијим руралним подручјима. Ипак, у 21. веку говорници кечуанског језика броје 8 до 10 милиона људи широм Јужне Америке, што је највећа популација говорника било ког аутохтоног језик.
Као резултат ширења Инка у централни Чиле, у време доласка Шпанаца у централном Чилеу постојали су двојезични кечуанско-мапучки Арауканци. Тврдило се да су мапучки, кечуански и шпански коегзистирали у централном Чилеу, са значајном двојезичношћу, током 17. века. Кечуански је аутохтони језик који је највише утицао на чилеански шпански језик.
Године 2017, прву одбрану тезе на кечуанском у Европи урадила је Перуанка Кармен Ескаланте Гутијерез на Универзитету Пабло де Олавиде. Исте године Пабло Ландео је написао први роман на кечуанском језику без шпанског превода. Перуанска студенткиња, Роксана Киспе Колантес са Универзитета Сан Маркос, завршила је и одбранила прву тезу у овој језичкој групи 2019. године; теза се тицала дела песника Андреса Аленкастре Гутијерез, а то је уједно била и прва теза на аутохтоном језику која је урађена на том универзитету.
Тренутно, постоје различите иницијативе које промовишу кечуански на Андима и широм света: многи универзитети нуде часове кечуанског, комуналне организације као што је Елва Ембијин Кечуански колектив из Њујорка, промовише језик, и владе обучавају преводиоце за кечуански за службу у здравству, правосуђу и бирократским установама.